# Paavo Haavikko
Paavo Juhani Haavikko (25. ledna 1931, Helsinky, Finsko – 6. října 2008, Helsinky) byl finský básník a dramatik modernismu padesátých let 20. století. Je považován za jednoho z nejlepších finských spisovatelů. V roce 1984 získal Mezinárodní literární cenu manželů Neustadtových za literaturu a v roce 1993 Severskou cenu Švédské akademie za literaturu (Svenska Akademiens nordiska pris). Od roku 1989 byl vlastníkem a ředitelem nakladatelství Art House.

## Život
Po skončení studií a absolvování základní vojenské služby v roce 1951 začal pracovat jako realitní makléř. Vedle této práce se začal po víkendech zabývat literaturou. Paavo Haavikko byl přesvědčen, že člověk, který se věnuje výlučně literární činnosti a nemá další zaměstnání, ztrácí spojení s realitou. Tento jeho postoj je patrný i v jeho poezii, kde je autor jakoby přímo v dění a není jen pasivním divákem. Koncem šedesátých let se stal literárním redaktorem v nakladatelství Otava a literárním konzultantem několika tiskáren.
V roce 1955 se oženil se spisovatelkou a básnířkou Marja-Liisa Vartio, která ale po jedenácti letech manželství zemřela. Jeho druhou ženou se v roce 1971 stala literární historička Ritva Rainio Hanhineva.

## Dílo
Napsal několik básnických sbírek, románů, divadelních, rozhlasových a televizních her, a taktéž napsal i několik děl literatury faktu. Patří do generace básníků, kteří přinesli do Finska v padesátých letech modernistickou revoluci. Také ve Finsku v roce 1958 představil absurdní drama svou hrou Münchhausen.
Debutoval v roce 1951 knihou Tiet etäisyyksiin (Cesty do dálek). Svůj debut vydal po odchodu z Helsinské univerzity. Ve sbírce se ale nacházely také básně z jeho studentských dob (nejstarší z roku 1949).
Celá jeho raná tvorba je završena sbírkou Talvipalatsi (Zimní palác). Tato sbírka je považována za nejvýznamnější metapoetickou sbírku finské literatury z poválečného období. Jeho raná tvorba se vymyká finské literární tradici tím, že autor nepoužívá tradiční básnické formy; používá nový jazyk, rytmus a volnou juxtapozici. Paavo Haavikko se ze začátku zabýval metafyzickými otázkami: vztahem mezi literární tradicí a novou poezií, procesem tvorby, jazykem. Zpočátku byla jeho tvorba považována za zvláštní, ale dnes je klasickou součástí finské literatury.
Další básnickou sbírku Puut, kaikki heidän vihreytensä (překl.: Stromy, veškerá jejich zeleň) vydal Paavo Haavikko až v roce 1966. Sbírka se vyznačuje velkou kritikou nedávné finské historie, kdy se autor zabývá úlohou Finska ve 2. světové válce. S poezií pokračoval i po jejím vydání, ale začal psát také beletrii a literaturu faktu. Jeho sbírky básní byly přeloženy do 12 jazyků.
Haavikkovým prvním románem je Yksityisiä asioita (překl.: Soukromé obavy), ve kterém se zabývá kritikou sociálních, politických poměrů a egoismu. V knize se také staví proti totalitním ideologiím.
Během celé své tvorby se v jeho dílech objevuje opakovaně motiv historie. Často používá historické události nebo osobnosti k tomu, aby reflektoval přítomnost. Nejvíce patrné je to v jeho dramatech, např.: Kuningas lähtee Ranskaan (překl.: Král jde do Francie), která byla námětem na stejnojmennou operu od Aulise Saallinena. Historický námět je zřejmý i ve sbírkách básní, např.: Synnyinmaa (překl.: Domovina) se zabývá kritickým pohledem na finskou historii; Lehdet lehtiä (překl.: Listy listů) zase popisuje Zimní válku proti SSSR přes memoáry ministra obrany.
Další z témat děl Paava Haavikka byl finský folklór, o kterém píše v díle Kaksikymmentä ja yksi (překl.: Dvacet a jeden). Píše zde o kouzelném mlýnku Sampo. Motiv folklóru z Kalevaly je použit v televizní hře Rauta-aika (překl.: Doba železná) a postavy z tohoto eposu vystupují v románu Kullervon Tarina (překl.: Kullervův příběh). Propojení folkloru a finské historie lze najít ve hře Agricola ja kettu (Agricola a liška).
V osmdesátých letech Paavo Haavikko pokračoval v psaní poezie, ale i her a aforismů, např.: Puhua, vastata, opettaa (překl.: Mluvit, odpovědět, učit), kde se zastává drobných podnikatelů proti byrokracii moci a bezohlednosti velkých společností.. V tomto období zůstává věrný námětům z historie, ale také používá náměty z literatury, politiky, či ekonomiky.
Haavikko byl znám svým skepticismem, realismem a pesimismem vůči světu.

## Seznam děl

### Sbírky básní
- Tiet etäisyyksiin (1951)
- Tuuliöinä (1953)
- Synnyinmaa (1955)
- Lehdet lehtiä (1958)
- Talvipalatsi (1959)
- Puut, kaikki heidän vihreytensä (1966)
- Neljätoista hallitsijaa (1970)
- Runoja matkalta salmen ylitse (1973)
- Kaksikymmentä ja yksi (1974)
- Viiniä, kirjoitusta (1976)
- Toukokuu, ikuinen (1988)
- Rakkaudesta ja kuolemasta (1989)
- Talvirunoja (1990)
- Puiden ylivertaisuudesta (1993)
- Prosperon runot (2001)

### Próza
- Yksityisiä asioita: román (1960)
- Toinen taivas ja maa: román (1961)
- Vuodet: román (1962)
- Lasi Claudius Civiliksen salaliittolaisten pöydällä: tři novely (1964)
- Barr-niminen mies: román (1976)
- Rauta-aika (1982)
- Erään opportunistin iltapäivä (1988)
- Fleurin koulusyksy (1992)
- Anastasia ja minä (1994)
- Yksityisiä asioita (1995)
- Fantastisia kertomuksia: Proosa 1976–1995 (1996)
- Pahin ja paras: román (1996)
- Mustat kantarellit: tři novely (2004)

### Hry
- Münchausen; Nuket (1960)
- Ylilääkäri (1968)
- Soitannollinen ilta Viipurissa 1918 (1978)
- Viisi pientä draamallista tekstiä (1981)
- Kullervon tarina (1982)
- Sulka: 12 näytelmää (1997)
- Sulka (1973)
- Ratsumies (1974)
- Kuningas lähtee Ranskaan (1974)
- Harald Pitkäikäinen (1974)
- Agricola ja kettu (1968)
- Kuningas Harald, jäähyväiset (1978)
- Kaisa ja Otto (1976)
- Herra Östanskog (1981)
- Ne vahvimmat miehet ei ehjiksi jää (1976)
- Naismetsä (1981)
- Englantilainen tarina (1990)
- Anastasia ja minä (1994)
- Airo ja Brita (1999)
- Hitlerin sateenvarjo (2004)

### Aforismy
- Puhua, vastata, opettaa (1972)
- Ikuisen rauhan aika (1981)
- Pimeys (1984)
- Näkyväistä maailmaa: Aforistiset sarjat 1972–1984 (1985)
- Puhua, vastata, opettaa (1972)
- Puolustuspuhe (1977)
- Ikuisen rauhan aika (1981)
- Pimeys (1984)
- Rahasta (1973)
- Kansalaisvapaudesta (1989)
- Käytännön metafysiikka (2001)

### Memoáry
- Ihmisen ääni (1977)
- Yritys omaksikuvaksi (1987)
- Vuosien aurinkoiset varjot (1994)
- Prospero: Muistelmat vuosilta 1967–1995 (1995)
- Kahden vuoden päiväkirja: Muistiinmerkittyä vuosilta 1995–1998 (2001)

### Historie
- Kansakunnan linja: Kommentteja erään tuntemattoman kansan tuntemattomaan historiaan 1904–1990. Laajennettu laitos, 1. laitos 1977 (1990)
- Nuijasota: Sisällissodan vuodet 1596–1599 (1996)
- Suuri keinottelu: Pariisin maailmannäyttelystä Tarton rauhaan (1997)
- Päämaja – Suomen hovi. 4. korjattu painos (1. painos 1999) (2007)

## Překlady do češtiny
- HAAVIKKO, Paavo. Jehličky z velké borovice. Světová literatura 34, 1989, 2, s. 39, 43, 99, 148, 183, 209, 233. Přel. Jan Čermák.
- HAAVIKKO, Paavo. Když nic jiného není – Příliv a odliv… In KROUPA, Adolf. Sto moderních básníků. Československý spisovatel, Praha 1967, s. 119–120. Přel. Adolf Kroupa a Helena Kroupová.
- HAAVIKKO, Paavo. Když nic jiného není… Rovnost 8.10.1967, 242, s. 6.; 17.12.1967, 302, s. 6. Přel. Adolf Kroupa a Helena Kroupová.
- HAAVIKKO, Paavo. Obyvatelný hlas (ze sbírkyTalvipalatsi). Světová literatura 12, 1967, 4, s. 41–51. Přel. Jiří V. Svoboda a Jan Petr Velkoborský.
- HAAVIKKO, Paavo. Obyvatelný hlas. Plamen 8, 1966, 7, s. 106–108. Přel. Jiří V. Svoboda a Jan Petr Velkoborský.
- HAAVIKKO, Paavo. Pár bílých kamenů. Světová literatura 34, 1989, 2, s. 118–124. Přel. Jan Čermák.